# Giovanni Battista Lorenzetti
Giovanni Battista Lorenzetti (1588 circa – Verona, 12 novembre 1668) è stato un pittore italiano.

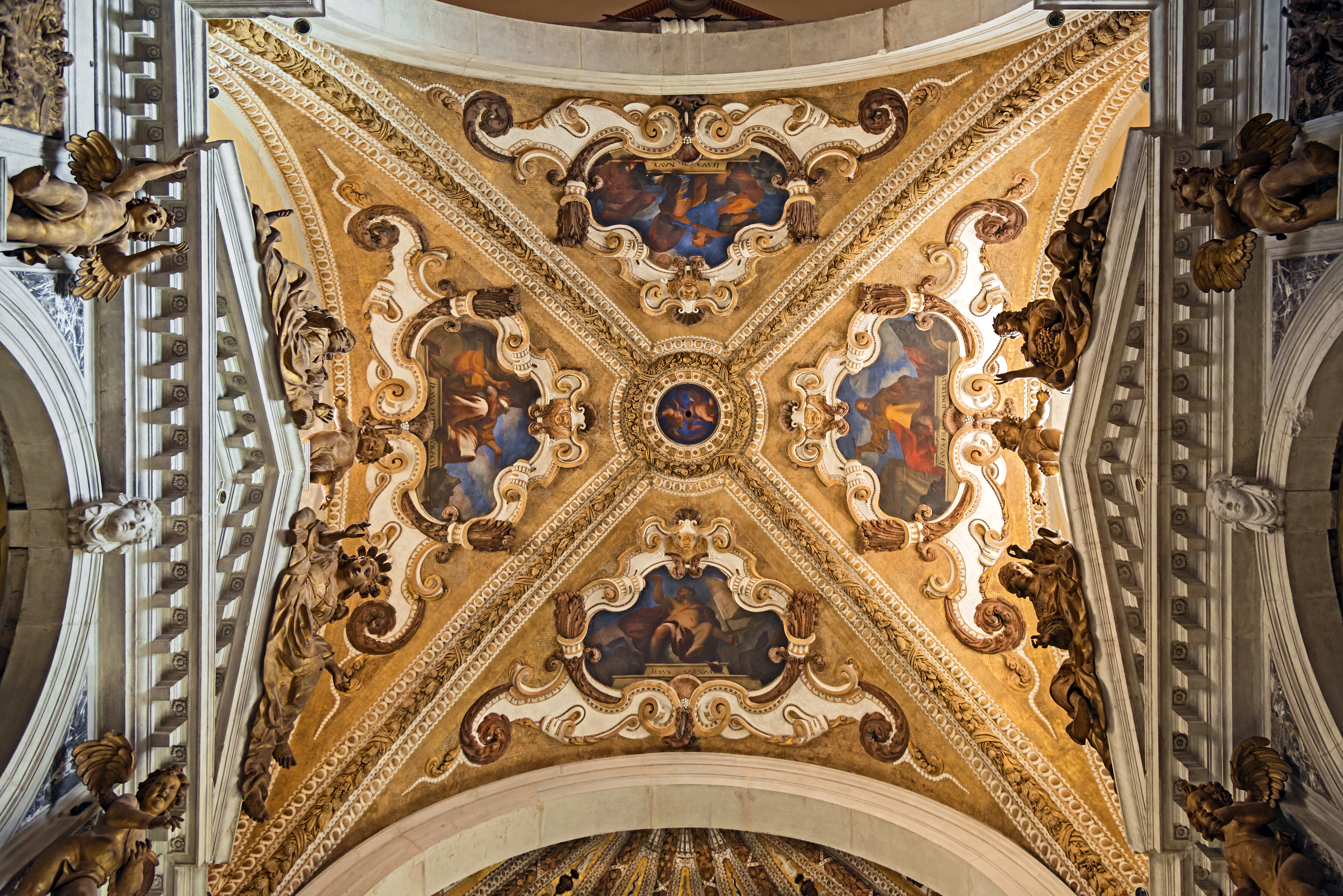
Basilica dei Santi Giovanni e Paolo, Cappella del Beato Giacomo Salomoni

La sua biografia è molto incerta, trovandosi negli archivi solo poche e lacunose informazioni.: si sono approfondite le vicende biografiche, l'indagine dei rapporti sociali e culturali, e soprattutto la rilettura, la verifica delle fonti e l'analisi incrociata e comparativa delle opere già conosciute dalla critica, hanno portato a un nuovo contributo per il panorama artistico del Seicento veneto e la riscoperta di questo "optimo pictore".

## Biografia
Nacque a Verona sul finire del XVI secolo, in una data imprecisata che si attesterebbe intorno al 1588, come si desume dalla data di morte riportata nel Registro dei morti presso l'Archivio di Stato di Verona (1668, 12 novembre) in cui risulta deceduto nella parrocchia di Santo Stefano «Battista Lorenzetti di …anni ottanta».

## Attività artistica
Operò nel territorio Veneto, soprattutto a Venezia, ma molte sue opere sono andate disperse. Si conservano:
- Bergamo, San Paolo d'Argon, sala del refettorio, Storie di Ester (affresco), 1624-27
- Venezia, Palazzo Ducale, sala Erizzo, Fregio con putti (Pax Imperii) (olio su tela), 1631-1635 circa
- Venezia, Palazzo Ducale, sala della Quarantia Civile Vecchia, Venezia riceve lo scettro del Dominio (olio su tela), 1635-1641 circa
- Venezia, Palazzo Ducale, sala della Quarantia Civile Nuova, Venezia riceve il corno ducale alla presenza di Nettuno (olio su tela), 1639-1641 circa
- Venezia, Basilica dei Santi Giovanni e Paolo, Cappella del Beato Giacomo Salomoni, decorazione della volta (Salvator, Filius Sirach, Filius Josedech, Nave e Puttini) (olio su tela), 1641 circa
- Verona, Chiesa di Sant'Anastasia, Cappella del Rosario, Evangelisti (olio su tela), 1641 circa; Assunzione della Vergine (affresco), 1642 circa
- Bondo, ex chiesa di San Barnaba, Madonna col Bambino in trono, Sant’Abbondio, San Francesco d’Assisi, San Barnaba e San Carlo Borromeo (olio su tela), 1630 circa